# 小行星5470
小行星5470（英語：5470 Kurtlindstrom）是一颗围绕太阳公转的小行星。1988年1月28日，罗伯特·H·麦克诺特在赛丁泉山发现了此天体。
这颗小行星的绝对星等为148.2211850301742等。